# Ден, Владимир Александрович фон
Влади́мир Алекса́ндрович фон Ден (при рождении Вольдемар Карл фон Ден нем. Woldemar Carl von Daehn; 20 февраля 1838, Сиппола, Великое княжество Финляндское — 28 декабря 1900, Рим, Италия) — российский и финляндский государственный, военный и общественный деятель; генерал от инфантерии, статс-секретарь по делам Финляндии (1891—1898); ранее — ставропольский (1877—1883) и выборгский губернатор (1883—1885).

## Биография
Родился 20 февраля 1838 года в родовом имении в Сиппола в семье Александра Густава и его жены Марии Шарлотты Вильде. Получил домашнее образование. С детства владел пятью языками: немецким, русским, французским, шведским и финским.
Окончил Финляндский кадетский корпус во Фридрихсгаме c отличием, и его имя было внесено на мраморную плиту со списком выдающихся выпускников. В 1855 году в чине прапорщика начал службу в лейб-гвардии егерском полку. В 1860 году направлен для обучения в Николаевскую академию Генерального штаба, где ему присвоен чин штабс-капитана. По окончании академии, продолжил службу в штабе отдельного гвардейского корпуса, откуда в феврале 1863 года был причислен к Кавказскому генеральному штабу в чине капитана. В конце 1863 года приказом императора был назначен старшим адъютантом в штаб войск кутаисского генерал-губернаторства.
С 16 августа 1865 по 26 ноября 1871 года — штабс-капитан (с 27.03.1866 года — подполковник, с 20.04.1869 года — полковник) и начальник штаба 39-й пехотной дивизии, принимавшей участие в покорении Западного Кавказа.
С 26 ноября 1871 года был в должности командира гренадерского Тифлисского Его Величества полка; с 15 июля по 25 августа в составе Ахчипсаувского отряда сражался с горцами в устье Мзышта под Сухуми, вместе с егерями Даховского отряда участвовал в битве в урочище Псаха, затем усмирял восставших в Абхазии. В 1873 году спас наместника Кавказа, великого князя Михаила Николаевича, коляску которого понесли лошади. При этом фон Ден повредил правую ногу, в связи с чем его офицерская карьера закончилась. 21 июня 1875 года передал командование гренадерским Тифлисским полком А. В. Ридигеру и направлен в Кавказский генеральный штаб.
14 июня 1876 года указом императора был назначен ставропольским губернатором «с оставлением его в Генеральном штабе». В Ставрополе по его указанию было устроено восемь врачебных участков, за каждым из которых были закреплены врачи. Для лучшего решения вопросов народного образования, в городе было создано «Общество для содействия расширению образования», способствовавшее открытию в губернии новых начальных школ, как министерских, так и церковно-приходских. При нём, 22 октября 1877 года, прошли торжества в честь 100-летия закладки Ставропольской крепости. Все центральные улицы города стали освещать новые фотогеновые фонари, число которых увеличилось до шестисот. Большим событием для губернии стало проведение Губернской выставки сельского хозяйства и промышленного производства. Губернатор принял участие в создании и утверждении Сенатом герба Ставропольской губернии. 30 августа 1878 года присвоен чин генерал-майора.
19 января 1882 года решением Правительствующего сената фон Ден был назначен начальником Выборгской крепости и выборгским губернатором. Период его пребывания в должности отмечен строительством в Выборге новых школьных зданий (таких, как Шведская женская гимназия, Русская женская гимназия, Выборгское реальное училище).
В 1885 году был назначен начальником комитета по гражданским делам Финляндского сената. В Сенате противодействовал как партии свекоманов, так и политике друга своей юности Лео Мехелина, чью борьбу за права автономии считал опасной. Хотя не знал финского языка и говорил по-шведски, отождествлялся с фенноманами. 30 августа 1888 года ему присвоен чин генерал-лейтенанта.
В феврале 1889 года был назначен помощником министра — статс-секретаря по делам Финляндии в Санкт-Петербурге. Во время болезни своего начальника К. Г. Эрнрота завизировал вызвавший протест в Финляндии высочайший манифест о подчинении почтово-телеграфного ведомства Министерству внутренних дел Российской империи, который был издан в мае 1890 года. На следующий год занял должность ушедшего в отставку Эрнрота, став статс-секретарём по делам Финляндии.
11 июня 1898 года вышел в отставку и был отчислен из армии с получением чина генерала от инфантерии. Спустя два месяца царь назначил Н. И. Бобрикова финляндским генерал-губернатором. Продал имение Сиппола и уехал за границу. Умер 28 декабря 1900 года в Риме, где спустя годы скончался также его последний сын (двое погибли на японской войне), на этом пресёкся его род.
Похоронен на римском кладбище Тестаччо. В честь него названа улица в хельсинкском районе Латокартано — Von Daehnin katu.

## Семья
- Жена — княжна Нина Дмитриевна Святополк-Мирская (1852—1926), дочь генерала Дмитрия Ивановича Святополк-Мирского и княжны Софьи Яковлевны Орбелиани. В браке с 5 мая 1871 года (бракосочетание в Тифлисе).
  - Дочь — Мария Владимировна фон Ден (1872—1912), фрейлина императрицы, имела наследственное заболевание. Супруг — действительный статский советник Лев Владимирович Потулов (1877 — после 1931), поручик Преображенского полка (1896—1901); губернатор Кутаисской губернии (1914—1916), губернатор Баку и Бакинской губернии (1916—1917). К 1931 году находился в Югославии.
  - Сын — Дмитрий Владимирович фон Ден (06.09.1874—04.09.1937), флигель-адъютант, капитан 1-го ранга, помощник начальника военно-походной канцелярии, морской атташе в Вене, агент разведки в Риме (1905—1911), участник русско-японской войны, во время Гражданской войны — представитель генералов Деникина и Врангеля в Италии. Женат на Софье Владимировне Шереметевой (1883—1955), дочери В. А. Шереметева; свадьба состоялась в Тифлисе, в 1903 году. В 1917—1919 годах супруги проживали в Крыму, рядом с уцелевшими Романовыми (упоминается в дневниках Марии Федоровны). Вместе с ней же и многими другими аристократами они покинули Россию весной 1919 года и в дальнейшем проживали в Италии. Оба похоронены в Риме на кладбище Тестаччо. Имели приёмного сына — Александра Димитриевича фон Ден (1908, Швейцария — 1979, Нью-Йорк). Его считали внебрачным сыном графини Варвара Давыдовны Воронцовой-Дашковой (1870—1915; вдовы графа Ивана И. Воронцова-Дашкова) и великого князя Сергея Михайловича. После рождения был усыновлён Софией фон Ден. Детство провёл в Италии, где приёмный отец служил военно-морским представителем. Был известным художником, часто выставлял свои работы в Национальном клубе искусств, галерее Бергера, Американской ассоциации акварелистов. Александр фон Ден был женат дважды, но потомства не оставил.
  - Сын — Александр Владимирович фон Ден (17.09.1877, Тифлис — 1904), воспитанник Пажеского корпуса, сотник. Служил во 2-м Дагестанском конном полку. Умер от тифа в Харбине.
  - Сын — Николай Владимирович фон Ден (1880—1905), лейтенант гвардейского экипажа, погиб в бою с японцами в Цусимском сражении на эскадренном броненосце «Император Александр Третий». Его тело вместе с телом брата Александра было доставлено в родовое имение князей Святополк-Мирских, село Гиёвка под Люботиным в Харьковской области, и оба были похоронены рядом со своим знаменитым предком Дмитрием Ивановичем.
  - Сын — Пётр Владимирович фон Ден (1882, Ставрополь — 19.01.1971, Рим), воспитанник Пажеского корпуса, в 1903 году — полковник 17-го Нижегородского Драгунского полка, с мая 1917 года последний командир этого полка, командир Нижегородского эскадрона Сводного полка Кавказской кавалерийской дивизии в армии А. И. Деникина, в 1920—1930-х годах староста русской православной церкви в Риме, сотрудник американской библиотеки в Риме, председатель Союза инвалидов в Италии. Был женат на Кетеван Дмитриевне Старосельской (1879—1962; в первом браке замужем за Захарием Давидовичем Бараташвили (1876—1940)). Детей у Петра и Кетеван не было.

## Награды

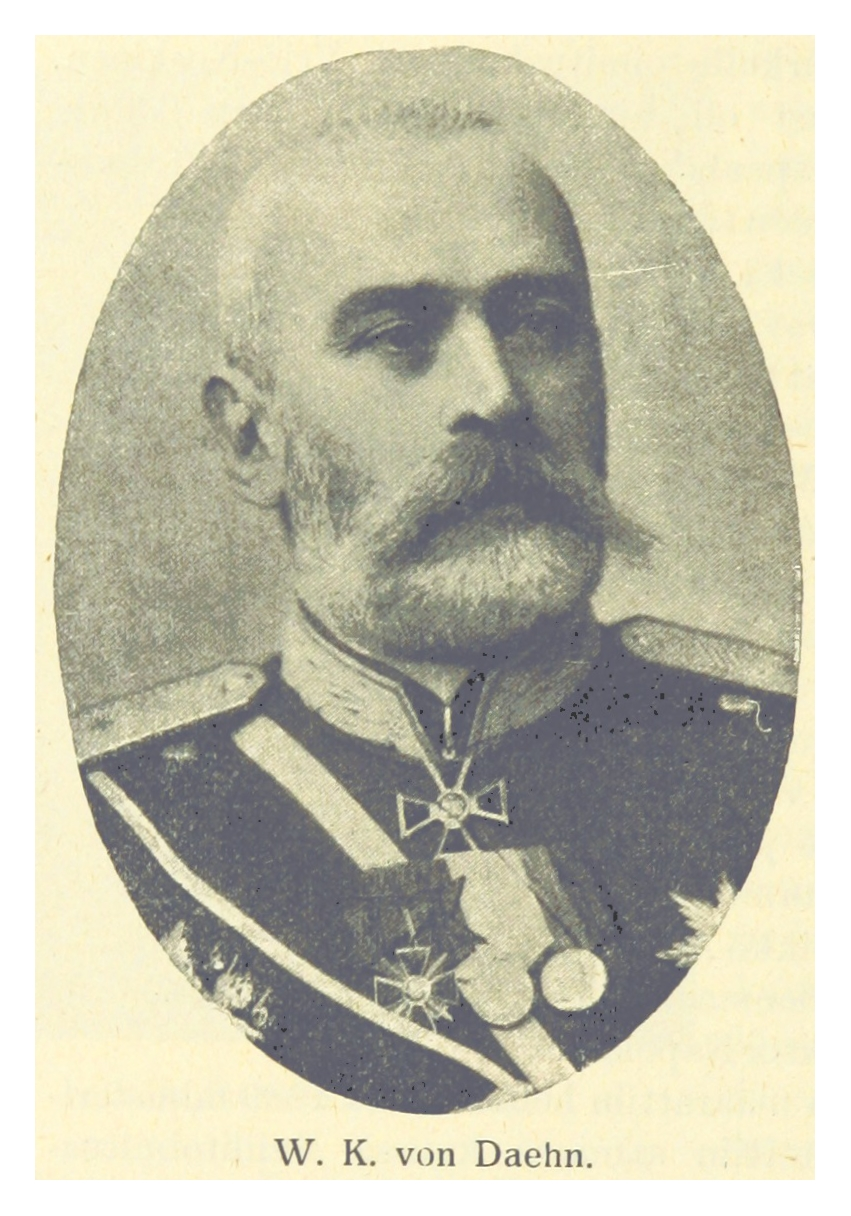

- Орден Святой Анны III степени с мечами и бантом (1865)
- Орден Святого Станислава II степени (1868)
- Орден Святой Анны II степени (1871)
- Орден Святой Анны II степени с императорской короной (1873)
- Орден Святого Владимира III степени (1880)
- Орден Святого Станислава I степени (1883)
- Орден Святой Анны I степени (1887)
- Орден Святого Владимира II степени (1890)
- Орден Белого орла (1894)
- Орден Святого Александра Невского (1896)

иностранные
- Орден Льва и Солнца I степени (1879)